# Elvira Fischer
Elvira Fischer (* 27. Mai 1954) ist eine deutsche Leichtathletin, die Ende der 1960er bis Mitte der 1970er Jahre für den Sportklub SC Neubrandenburg startete und sich auf Sprint- und Mittelstrecken spezialisiert hatte.
Am 28. September 1969 war sie in Neubrandenburg an einem (inoffiziellen) Weltrekord einer Staffel des Sportklubs SC Neubrandenburg im 4-mal-800-Meter-Lauf beteiligt (9:04,2 min: Elke Klatte, Edda Klatte, Cornelia Dornbrack, Elvira Fischer).

## Persönliche Bestzeiten
- 200-Meter-Lauf: 25,9 s (1974)
- 400-Meter-Lauf: 55,5 s (1973)
- 800-Meter-Lauf: 2:03,6 min (1974)
- 1500-Meter-Lauf: 4:32,2 min (1973)

Elvira Fischer hatte bei einer Größe von 1,69 m ein Wettkampfgewicht von 58 kg.
| Personendaten    | Personendaten           |
| ---------------- | ----------------------- |
| NAME             | Fischer, Elvira         |
| KURZBESCHREIBUNG | deutsche Leichtathletin |
| GEBURTSDATUM     | 27. Mai 1954            |